# رترت
رترت (به آلمانی: Rettert) یک شهر در آلمان است که در Verbandsgemeinde Katzenelnbogen واقع شده‌است. رترت ۴۵۳ نفر جمعیت دارد.